# Idiopatyczne włóknienie płuc

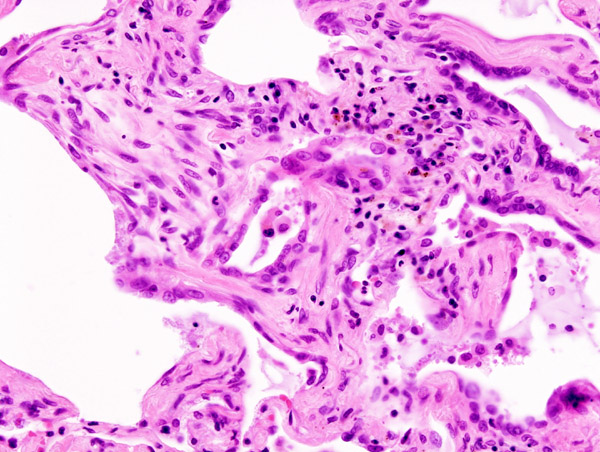
Obraz mikroskopowy zapalenia śródmiąższowego w idiopatycznym włóknieniu płuc

Idiopatyczne włóknienie płuc, samoistne włóknienie płuc (łac. fibrosis pulmonum idiopathica), zwykłe śródmiąższowe zapalenie płuc, dawniej też: kryptogenne włókniejące zapalenie pęcherzyków płucnych – choroba zaliczana do idiopatycznych śródmiąższowych zapaleń płuc, o złym rokowaniu, objawiająca się dusznością i kaszlem.

## Epidemiologia
Chorobowość w przypadku idiopatycznego włóknienia płuc wynosi od 13 przypadków u kobiet do 20 u mężczyzn na 100 tys. osób. Zachorowalność zwiększa się z wiekiem, u osób powyżej 75. roku życia chorobowość jest wyższa niż 175 przypadków na 100 tys. W 3% przypadków choroba dziedziczy się prawdopodobnie autosomalnie dominująco.

## Etiologia i patogeneza
Przyczyny idiopatycznego włóknienia płuc nie są znane. Nie wyklucza się udziału palenia papierosów, refluksu żołądkowo-przełykowego i wdychania pyłów jako czynników sprzyjających rozwojowi tego schorzenia. Mechanizm powstawania idiopatycznego włóknienia płuc wiąże się prawdopodobnie z uszkodzeniem nabłonka pęcherzyków płucnych i nieprawidłowo przebiegającym procesem odbudowy tego nabłonka (biorą w tym udział czynniki TGF-β i PDGF prowadzące do rozwoju fibroblastów).

## Objawy
- duszność
- suchy kaszel
- spadek masy ciała
- osłabienie
- palce pałeczkowate
- spłycenie i przyspieszenie oddechu
- trzeszczenia słyszalne u dołu płuc podczas osłuchiwania stetoskopem

## Nieprawidłowości w badaniach dodatkowych i rozpoznanie choroby
W badaniu rentgenowskim klatki piersiowej stwierdza się zacienienia siateczkowate zlokalizowane u podstawy płuc, zmniejszenie objętości płuc. W badaniu tomokomputerowym widoczne są zacienienia siateczkowate, obraz „plastra miodu” (obszary drobnych torbieli), ogniskowe, słabo widoczne zmiany o charakterze „mlecznego szkła” (nieznaczne zacienienie obszaru płuc z widocznym rysunkiem naczyń krwionośnych) oraz rozstrzenie oskrzeli. Zmiany zlokalizowane są na obwodzie płuc. W gazometrii można stwierdzić hipoksemię. W badaniach czynnościowych płuc (np. spirometria) stwierdza się cechy restrykcji. Obniżona jest zdolność dyfuzyjna gazów w płucach. Nieprawidłowy jest wynik testu sześciominutowego marszu. W diagnostyce wykorzystuje się również badanie histopatologiczne tkanki pobranej w czasie biopsji płuca, w którym obserwuje się zmiany zapalne zlokalizowane śródmiąższowo (obraz tzw. zwykłego śródmiąższowego zapalenia płuc).
Badanie histopatologiczne jest konieczne do pewnego rozpoznania choroby (dotyczy to badania histopatologicznego materiału pobranego z płuca podczas biopsji wykonanej od zewnątrz). Idiopatyczne włóknienie płuc można też ewentualnie rozpoznawać na podstawie cech klinicznych choroby, w tym wypadku należy u pacjenta stwierdzić wszystkie 4 kryteria większe i 3 spośród 4 kryteriów mniejszych ustalonych przez Amerykańskie Towarzystwo Klatki Piersiowej oraz Europejskie Towarzystwo Oddechowe:
Kryteria większe:
- wykluczenie śródmiąższowych chorób płuc o znanej etiologii
- restrykcja w badaniu czynnościowym płuc (np. spirometria), upośledzenie wymiany gazowej w płucach
- zmiany siateczkowate w tomografii komputerowej wysokiej rozdzielczości położone pod opłucną i u podstawy płuc, niewielkie zmiany typu „mlecznego szkła”
- wykluczenie innych chorób w badaniu histologicznym materiału pobranego w czasie biopsji wykonanej przez oskrzele (podczas bronchoskopii) lub w badaniu popłuczyn oskrzelowo-płucnych

Kryteria mniejsze:
- pacjent w wieku powyżej 50 lat
- duszność podczas wysiłku narastająca powoli, której nie wyjaśnia inna przyczyna
- objawy choroby trwające co najmniej 3 miesiące
- trzeszczenia słyszalne nad płucami podczas osłuchiwania stetoskopem w czasie wdechu

## Leczenie i rokowanie
W leczeniu idiopatycznego włóknienia płuc stosuje się kortykosterydy, cyklofosfamid, azatioprynę. Badania wykazują, że leczenie samymi tylko kortykosterydami nie poprawia przeżywalności pacjentów. W 2005 roku opublikowano wyniki badań klinicznych, które wskazywały na korzyść w leczeniu idiopatycznego włóknienia płuc wynikającą z dodawania do kortykosterydów i azatiopryny dużych dawek N-acetylocysteiny. Ten model leczenia zweryfikowano w 2012 roku: porównywano grupę chorych leczonych trzema lekami, z leczonymi tylko N-acetylocysteiną i tylko placebo. Badanie przerwano przed czasem ze względu na wyższe ryzyko zgonu i hospitalizacji w grupie leczonych trzema lekami (prednizon, azatiopryna, N-acetylocysteina) względem grupy otrzymującej placebo.
W fazie badań klinicznych znajduje się terapia interferonem-γ. Radykalną metodę leczenia idiopatycznego włóknienia płuc stanowi przeszczepienie płuca.
W 2008 roku w zaleceniach British Thoracic Society umiejscowiono leczenie wspomagające jako istotne w terapii idiopatycznego włóknienia płuc. W zakresie optymalnego leczenia wspomagającego znalazły się:
- paliatywne leczenie duszności, w tym domowa terapia tlenem
- paliatywne leczenie kaszlu (stosowanie doustnych opioidów)
- rehabilitacja oddechowa
- zaprzestanie palenia tytoniu
- terapia refluksu żołądkowo-przełykowego
- niestosowanie metod leczenia, które nie są konieczne.

Leczenie w większości wypadków jest nieskuteczne, a rokowanie złe. Średni okres przeżycia wynosi 3 lata. Dochodzi do niewydolności oddechowej, nadciśnienia płucnego i niewydolności serca. U części pacjentów rozwija się rak płuca.